# Ngu Khanh
Ngu Tín (tiếng Trung: 虞信; bính âm: Yu Xin; ? - ?), thường gọi là Ngu khanh (tiếng Trung: 虞卿; bính âm: Yu Qing) là thuyết khách nước Triệu thời Chiến Quốc trong lịch sử Trung Quốc.

## Cuộc đời
Ngu Tín quê ở đất Trung Mưu, có thuyết ghi ở đất Hà Đông, nước Triệu, ban đầu làm thuyết khách. Ngu Tín thường đi giày rơm, che ô rách, đến Hàm Đan để du thuyết Triệu Hiếu Thành vương. Lần đầu tiên, Triệu vương tặng Ngu Tín trăm dật hoàng kim, hai viên ngọc trắng. Lần thứ hai, Triệu vương phong Ngu Tín giữ chức thượng khanh, vì thế ông thường gọi với tên Ngu khanh.
Khi trận Trường Bình mới diễn ra, quân Triệu gặp nhiều bất lợi, bị thiệt hại một viên đô úy. Triệu Hiếu Thành vương triệu kiến Lâu Xương với Ngu khanh, hỏi rằng: Quân ta đánh không thắng, chết mất viên úy, quả nhân muốn mặc giáp quyết chiến, được không? Lâu Xương can: Vô ích, không bằng phái sứ cầu hòa. Ngu khanh bàn rằng: [Lâu Xương] nói hòa, vì cho rằng không cầu hòa thì thua chắc. Nhưng quyền chủ động nằm ở quân Tần. Mà đại vương thử tính xem, Tần [thật sự] muốn đánh bại quân Triệu, hay chỉ đe dọa?